# Pehr Meurling (1746–1826)
Pehr Meurling, född 28 september 1746 i Kristdala församling, Kalmar län, död 21 september 1826 i Kristdala församling, Kalmar län, var en svensk präst.

## Biografi
Meurling föddes 1746 i Kristdala församling. Han var son till kyrkoherden Pehr Meurling och Johanna Westius. Meurling blev 1763 student vid Uppsala universitet och avlades 1773 magisterexamen. Han prästvigdes 10 februari 1775. Meurling då blev extra ordinarie skvadronspredikant vid Västgöta dragonregemente och 1779 ordinarie skvadronspredikant. Den 17 maj 1779 blev han regementspastor vid Västgöta kavalleriregemente. Meurling blev 5 januari 1790 kyrkoherde i Kristdala församling, tillträdde samma år och utnämndes 9 augusti 1794 prost. Från 1779 till 1794 bodde han på Träthult. Han blev 1823 jubelmagister och avled 1826 i Kristdala församling.

### Familj
Meurling gifte sig första gången 28 januari 1783 med Fredrika Törner (1760–1791). Hon var dotter till lektorn Johan Törner och Fredrica Sophia Schmiedeberg i Linköping. De fick tillsammans barnen assessorn Pehr Johan Meurling (1783–1856), expeditionssekreteraren Mårten Albert Meurling (1784–1820), grosshandlaren Olof Meurling (1786–1827) i Stockholm, kyrkoherden Carl Meurling i Kristdala församling och Fredrika Johanna Meurling (1789–1824) som var gift med advokatfiskalen Carl Johan Ugarph i Tveta socken.
Meurling gifte sig andra gången 3 juli 1792 med Christina Catharina Kastman (1757–1833). Hon var dotter till kyrkoherde Petrus Kastman i Lönneberga församling.